# Je vous souhaite d'être follement aimée
Pour plus de détails, voir Fiche technique et Distribution.
Je vous souhaite d'être follement aimée est un film dramatique français réalisé par Ounie Lecomte et sorti en 2015.

## Synopsis
Élisa, une jeune kinésithérapeute, vient de se séparer de son conjoint Alex et part s'installer à Dunkerque. En effet, elle engage des recherches sur son passé qui l'obsède, car elle fut un bébé né sous X dans cette ville puis une enfant adoptée. Elle tente de retrouver sa mère biologique, mais les services sociaux ne lui facilitent pas l'information car celle-ci ne veut pas dévoiler son identité. Son fils de 10 ans, Noé, subit la mauvaise influence de quelques camarades et devient agressif avec sa mère ainsi qu'à l'école. Annette Lefèvre, une dame d'entretien de l'école de Noé, cinquantenaire célibataire modeste et réservée, observe le comportement de cet enfant et subit l'irrespect des écoliers qui la surnomment « Pitbull ». À la suite d'une chute à cause de ses chiens, elle se rend chez Élisa la kinésithérapeute, qui la masse avec beaucoup de délicatesse. Annette, touchée par l'humanité d'Élisa, essaye d'engager des liens avec elle. Élisa finit par connaître la vérité, mais découvre une histoire difficile à accepter.

## Fiche technique
- Titre : Je vous souhaite d'être follement aimée
- Réalisation : Ounie Lecomte
- Scénario : Ounie Lecomte et Agnès de Sacy
- Musique : Ibrahim Maalouf
- Montage : Tina Baz
- Photographie : Caroline Champetier
- Costumes : Elfie Carlier
- Décors : Sébastien Danos
- Producteur : Laurent Lavolé
- Production : Gloria Films
- Distribution : Diaphana Distribution
- Casting Dunkerque : Clément Morelle
- Pays d'origine :  France
- Durée : 100 minutes
- Genre : drame
- Dates de sortie :
  - Corée du Sud : 2 octobre 2015
  - France : 6 janvier 2016

## Distribution
- Céline Sallette : Élisa, la kinésithérapeute
- Anne Benoît : Annette Lefèvre, la dame d'entretien de l'école surnommée « Pitbull »
- Elyes Aguis : Noé, le fils d'Élisa
- Françoise Lebrun : Renée, la mère d'Annette
- Louis-Do de Lencquesaing : Alex, le mari d'Élisa
- Pascal Elso : Roger, le frère d'Annette
- Micha Lescot : Fabio, le deuxième kinésithérapeute
- Catherine Mouchet : Mme Kubiak, l'employée du service social
- Christine Bellier : la voix à l'interphone de la pouponnière
- Agnès Château : la voix de la mère adoptive

## Musique
- générique de fin par Grand Corps Malade.

## Autour du film
Le titre du film est tiré de L'Amour fou d'André Breton.